# Ottaviano Del Turco
Pour les articles homonymes, voir Del Turco.
Ottaviano Del Turco, né le 7 novembre 1944 à Collelongo et mort le 22 août 2024, est un homme politique italien.

## Biographie
Longtemps sénateur social-démocrate (SDI), Ottaviano Del Turco devient député européen et est élu président de sa région natale, les Abruzzes, le 4 avril 2005. En 2007, il quitte les SDI et fonde l'Alliance réformiste, qui intègre le Parti démocrate en octobre de la même année.
Auparavant, son activité politique a été aussi syndicale, notamment au sein de la CGIL dont il a été secrétaire général adjoint de la Fédération des métallurgistes (FIOM) et de la Confédération nationale (avec Luciano Lama). Dirigeant du courant socialiste de la CGIL, Del Turco quitte son syndicat en 1992 et devient brièvement secrétaire de l'ancien Parti socialiste italien, pendant que ce parti subissait les contrecoups des scandales de détournements de fonds publics.
En tant que sénateur, Ottaviano Del Turco a présidé la Commission parlementaire contre la mafia. Il a également été ministre des finances dans le gouvernement Amato II. 
Le 14 juillet 2008, il est arrêté par la Guardia di Finanza pour association de malfaiteur, corruption et collusion dans le cadre de la gestion de la santé publique de la région des Abruzzes.